# Легка атлетика на літніх Олімпійських іграх 2016 — біг на 100 метрів з бар'єрами (жінки)
Змагання з легкої атлетики в бігові на 100 метрів з бар'єрами серед жінок на літніх Олімпійських іграх 2016 пройшли 16 і 17 серпня на Олімпійському стадіоні Жоао Авеланжа.

## Рекорди
Станом на 16 серпня 2016 світовий і олімпійський рекорди були такими:
| Світовий рекорд     | Кендра Гаррісон (USA) | 12.20 | Лондон, Велика Британія | 22 липня 2016 |
| Олімпійський рекорд | Саллі Пірсон (AUS)    | 12.35 | Лондон, Велика Британія | 7 серпня 2012 |

## Розклад змагань
Час місцевий (UTC−3).
| Дата                | Час         | Раунд            |
| ------------------- | ----------- | ---------------- |
| Вівторок, 16 серпня | 11:05       | Попередні забіги |
| Середа, 17 серпня   | 20:45 22:55 | Півфінали Фінал  |

## Результати

### Попередні забіги
У півфінали проходять перші троє спортсменок з кожного забігу (Q), а також шестеро найшвидших крім них (q).

#### Забіг 1
| місце | Спортсменка       | Країна          | Час   | Примітки |
| ----- | ----------------- | --------------- | ----- | -------- |
| 1     | Крісті Кестлін    | США (USA)       | 12.68 | Q        |
| 2     | Анна Загре        | Бельгія (BEL)   | 12.85 | Q        |
| 3     | Нооралотта Незірі | Фінляндія (FIN) | 12.88 | Q        |
| 4     | Шермейн Вільямс   | Ямайка (JAM)    | 12.95 | q        |
| 5     | Сюзанна Каллур    | Швеція (SWE)    | 13.04 |          |
| 6     | Карідад Херес     | Іспанія (ESP)   | 13.26 |          |
| 7     | Кеті Сілі         | Беліз (BIZ)     | 15.79 |          |
| Н/Д   | Мулерн Джин       | Гаїті (HAI)     | Н/Д   | DSQ      |

#### Забіг 2
| місце | Спортсменка         | Країна                  | Час   | Примітки |
| ----- | ------------------- | ----------------------- | ----- | -------- |
| 1     | Ніа Алі             | США (USA)               | 12.76 | Q        |
| 2     | Філісія Джордж      | Канада (CAN)            | 12.83 | Q        |
| 3     | Педріа Сеймур       | Багамські Острови (BAH) | 12.85 | Q        |
| 4     | У Шуйцзяо           | Китай (CHN)             | 13.03 |          |
| 5     | Майла Мачадо        | Бразилія (BRA)          | 13.09 |          |
| 6     | Мішель Дженнеке     | Австралія (AUS)         | 13.26 |          |
| 7     | Катерина Поплавська | Білорусь (BLR)          | 13.45 |          |
| 8     | Беате Шротт         | Австрія (AUT)           | 13.47 |          |

#### Забіг 3
| місце | Спортсменка         | Країна                | Час   | Примітки |
| ----- | ------------------- | --------------------- | ----- | -------- |
| 1     | Сінді Офілі         | Велика Британія (GBR) | 12.75 | Q        |
| 2     | Надін Хільдербранд  | Німеччина (GER)       | 12.84 | Q        |
| 3     | Ізабель Педерсен    | Норвегія (NOR)        | 12.86 | Q, PB    |
| 4     | Андреа Іванчевич    | Хорватія (CRO)        | 12.90 | q, SB    |
| 5     | Бріджит Мерлано     | Колумбія (COL)        | 13.09 |          |
| 6     | Анджела Вайт        | Канада (CAN)          | 13.09 |          |
| 7     | Елісавет Песіріду   | Греція (GRE)          | 13.10 |          |
| 8     | Анастасія Пилипенко | Казахстан (KAZ)       | 13.29 |          |

#### Забіг 4
| місце | Спортсменка     | Країна                | Час   | Примітки |
| ----- | --------------- | --------------------- | ----- | -------- |
| 1     | Сінді Роледер   | Німеччина (GER)       | 12.86 | Q        |
| 2     | Тіффані Портер  | Велика Британія (GBR) | 12.87 | Q        |
| 3     | Нікіша Вілсон   | Ямайка (JAM)          | 12.89 | Q, SB    |
| 4     | Клелія Реус     | Швейцарія (SUI)       | 12.91 | q        |
| 5     | Сінді Бійо      | Франція (FRA)         | 12.98 | q        |
| 6     | Кєрре Беклес    | Барбадос (BAR)        | 13.01 |          |
| 7     | Ганна Плотіцина | Україна (UKR)         | 13.12 |          |
| 8     | Марта Коала     | Буркіна-Фасо (BUR)    | 13.41 |          |

#### Забіг 5
| місце | Спортсменка          | Країна            | Час   | Примітки |
| ----- | -------------------- | ----------------- | ----- | -------- |
| 1     | Жасмін Камачо-Квінн  | Пуерто-Рико (PUR) | 12.70 | Q        |
| 2     | Аліна Талай          | Білорусь (BLR)    | 12.74 | Q        |
| 3     | Памела Дуткевич      | Німеччина (GER)   | 12.90 | Q        |
| 4     | Ніккіта Голдер       | Канада (CAN)      | 12.92 | q, SB    |
| 5     | Олуватобілоба Амусан | Нігерія (NGR)     | 12.99 | q        |
| 6     | Кароліна Колечек     | Польща (POL)      | 13.04 |          |
| 7     | Оксана Шкурат        | Україна (UKR)     | 13.22 |          |
| 8     | Іветт Льюїс          | Панама (PAN)      | 13.35 |          |

#### Забіг 6
| місце | Спортсменка            | Країна                     | Час   | Примітки |
| ----- | ---------------------- | -------------------------- | ----- | -------- |
| 1     | Бріанна Роллінс        | США (USA)                  | 12.54 | Q        |
| 2     | Меган Сіммондс         | Ямайка (JAM)               | 12.81 | Q        |
| 3     | Сандра Гоміс           | Франція (FRA)              | 13.04 | Q        |
| 4     | Надін Віссер           | Нідерланди (NED)           | 13.07 |          |
| 5     | Фабіана Мораес         | Бразилія (BRA)             | 13.22 |          |
| 6     | Валентина Кібальникова | Узбекистан (UZB)           | 13.29 |          |
| 7     | Олена Яновська         | Україна (UKR)              | 13.32 |          |
| Н/Д   | Реїна-Флор Окорі       | Екваторіальна Гвінея (GEQ) | Н/Д   | DNS      |

### Півфінали

#### Забіг 1
| Місце | Спортсменка      | Країна                  | Час   | Примітки |
| ----- | ---------------- | ----------------------- | ----- | -------- |
| 1     | Бріанна Роллінс  | США (USA)               | 12.47 | Q        |
| 2     | Педріа Сеймур    | Багамські Острови (BAH) | 12.64 | Q        |
| 3     | Сінді Роледер    | Німеччина (GER)         | 12.69 | q        |
| 4     | Тіффані Портер   | Велика Британія (GBR)   | 12.82 | q        |
| 5     | Шермейн Вільямс  | Ямайка (JAM)            | 12.86 |          |
| 6     | Андреа Іванчевич | Хорватія (CRO)          | 12.93 |          |
| 7     | Сандра Гоміс     | Франція (FRA)           | 13.23 |          |
| 8     | Аліна Талай      | Білорусь (BLR)          | 13.66 |          |

#### Забіг 2
| Місце | Спортсменка          | Країна            | Час   | Примітки |
| ----- | -------------------- | ----------------- | ----- | -------- |
| 1     | Ніа Алі              | США (USA)         | 12.65 | Q        |
| 2     | Філісія Джордж       | Канада (CAN)      | 12.77 | Q        |
| 3     | Олуватобілоба Амусан | Нігерія (NGR)     | 12.91 |          |
| 4     | Надін Хільдербранд   | Німеччина (GER)   | 12.95 |          |
| 5     | Клелія Реус          | Швейцарія (SUI)   | 12.96 |          |
| 6     | Нооралотта Незірі    | Фінляндія (FIN)   | 13.04 |          |
| 7     | Нікіша Вілсон        | Ямайка (JAM)      | 13.14 |          |
|       | Жасмін Камачо-Квінн  | Пуерто-Рико (PUR) | DQ    |          |

#### Забіг 3
| Місце | Спортсменка      | Країна                | Час   | Примітки |
| ----- | ---------------- | --------------------- | ----- | -------- |
| 1     | Крісті Кестлін   | США (USA)             | 12.63 | Q        |
| 2     | Сінді Офілі      | Велика Британія (GBR) | 12.71 | Q        |
| 3     | Ізабель Педерсен | Норвегія (NOR)        | 12.88 |          |
| 4     | Памела Дуткевич  | Німеччина (GER)       | 12.92 |          |
| 5     | Меган Сіммондс   | Ямайка (JAM)          | 12.95 |          |
| 6     | Сінді Бійо       | Франція (FRA)         | 13.03 |          |
|       | Ніккіта Голдер   | Канада (CAN)          | DQ    |          |
|       | Анна Загре       | Бельгія (BEL)         | DQ    |          |

### Фінал
| Місце | Спортсменка     | Країна                  | Час   | Примітки |
| ----- | --------------- | ----------------------- | ----- | -------- |
| 1     | Бріанна Роллінс | США (USA)               | 12.48 |          |
| 2     | Ніа Алі         | США (USA)               | 12.59 |          |
| 3     | Крісті Кестлін  | США (USA)               | 12.61 |          |
| 4     | Сінді Офілі     | Велика Британія (GBR)   | 12.63 |          |
| 5     | Сінді Роледер   | Німеччина (GER)         | 12.74 |          |
| 6     | Педріа Сеймур   | Багамські Острови (BAH) | 12.76 |          |
| 6     | Тіффані Портер  | Велика Британія (GBR)   | 12.76 |          |
| 8     | Філісія Джордж  | Канада (CAN)            | 12.89 |          |